# Garibaldo Benifei
Garibaldo Benifei (Campiglia Marittima, 31 gennaio 1912 – Livorno, 24 aprile 2015) è stato un partigiano, politico e antifascista italiano. Garibaldo era anche il nome di suo padre, che tre mesi prima che egli nascesse morì lasciando la moglie vedova con 11 figli.

## Biografia
La famiglia Benifei viveva a Campiglia ma nel 1922 fu costretta dai fascisti a fuggire a Livorno. I Benifei erano finiti nel mirino per la militanza politica di due dei fratelli di Garibaldo, l'anarchico Rito e il socialista Antonio. Nel 1924 Garibaldo dovette abbandonare la scuola e iniziare a lavorare, facendo il garzone in vari bar, poi il portantino nella vetreria Rinaldi e, fino al 1931, il fattorino al consolato americano. Nel 1931 Benifei entrò a far parte dell'organizzazione clandestina del PCI (sempre nel 1931 Eros Benifei, fratello di Garibaldo iscrittosi al PCI nel 1928, era stato dal partito inviato a Parigi per frequentare una scuola politica).
Nel 1933 venne arrestato per attività sovversiva (detenzione di manifestini di propaganda antifascista). Ferocemente picchiato in questura, fu condannato a un anno di reclusione che scontò nel Palazzo dei Domenicani di Livorno, dove entrò in contatto con Sandro Pertini. L'arresto del 1933 avvenne in una mattina di luglio, alle 5 circa. Sua madre era molto ammalata e quel mattino fu l'ultima volta che la vide. Uscito nel 1934, trovò lavoro in una fabbrica di radiatori e riprese l'attività comunista clandestina: soccorso rosso, preparazione di volantini, riunioni volanti. Nuovamente arrestato nel 1939, subì una condanna del Tribunale Speciale a sette anni di carcere per il reato di sovversione.
Nel giugno 1940 fu trasferito nella prigione di Castelfranco Emilia dove rimase fino alla sua scarcerazione avvenuta il 26 agosto 1943, un mese dopo la caduta di Mussolini. Tornato a Livorno, riprese subito la propria attività antifascista partecipando alle prime riunioni della concentrazione antifascista. Era un embrione del CLN locale, di cui facevano parte elementi socialisti, repubblicani e comunisti. Tra la fine del 1943 e l'estate del 1944 partecipò alla guerra di liberazione nelle formazioni partigiane che operarono nelle sue zone. Il 24 gennaio 1945 si sposò con la partigiana Osmana Benetti, sua compagna di vita e di militanza; i due si erano conosciuti a Livorno nell'ottobre 1943.
Il loro matrimonio, che durò circa 65 anni, fu il primo matrimonio civile di Livorno nel dopoguerra e venne celebrato da Furio Diaz, primo sindaco della città labronica dopo la liberazione dal nazifascismo avvenuta il 19 luglio 1944. Lei è registrata come Osmana all'anagrafe, ma familiari e amici l'hanno sempre chiamata Osman, cioè col nome con cui la chiamava il padre che, ha raccontato, desiderava ardentemente un figlio maschio al suo posto. Agli sposi i compagni di militanza regalarono loro lenzuola, asciugamani e tovaglie; i compagni del cantiere procurarono le fedi in acciaio inossidabile; la federazione livornese del PCI dette loro 3 000 lire in regalo.
Benifei ha lavorato come operaio, è stato membro del comitato federale del PCI di Livorno e presidente della Federazione provinciale cooperative di Livorno nell'entroterra di Pisa e di Livorno. Per un certo periodo ricoprì l'incarico di commissario politico della Divisione Interprovinciale Livorno-Pisa. Dopo la Liberazione si occupò dell'organizzazione del movimento cooperativo nel territorio provinciale. Si impegnò dapprima all'Isola d'Elba e poi a Piombino. Quindi venne eletto presidente provinciale della Legacoop e membro del suo consiglio nazionale. Ha anche ricoperto vari incarichi in enti di volontariato come la Società Volontaria di Soccorso e l'Ente Comunale di Assistenza.
Garibaldo Benifei, bandiera gloriosa dell'antifascismo livornese, per molti anni fu protagonista di incontri con gli studenti ai quali parlava della propria vita e della propria militanza e dell'importanza dei valori di giustizia e libertà che furono alla base della lotta antifascista. Sempre accompagnato dalla moglie Osmana, conduce le scolaresche in visita ai luoghi degli eccidi nazisti in Italia. Benifei ha raccontato parte della sua vita nel libro Per la libertà, edito nel 1996 dalla Coop Toscana Lazio. Benifei è stato iscritto al Partito Comunista Italiano, al Partito Democratico della Sinistra, ai Democratici di Sinistra e quindi al Partito Democratico. Il 31 gennaio del 2012 ha compiuto la veneranda età di 100 anni.
Il 19 dicembre 2014 è stato nominato Cavaliere della Repubblica.
È scomparso nel 2015 all'età di 103 anni il giorno prima della Festa della Liberazione; alla data del decesso era il partigiano più vecchio d'Italia.
Il 28 settembre 2015 sindaco di Livorno Filippo Nogarin insieme al figlio di Garibaldo, Maurizio ha scoperto una targa sulla sala del consiglio comunale.
Nove mesi dopo la morte di Garibaldo è morta la moglie Osmana Benetti all'età di 93 anni.